# Одивилер
Одивилер (фр. Haudivillers) насеље је и општина у североисточној Француској у региону Пикардија, у департману Оаза која припада префектури Бове.
По подацима из 2011. године у општини је живело 801 становника, а густина насељености је износила 81,82 становника/km². Општина се простире на површини од 9,79 km². Налази се на средњој надморској висини од 135 метара (максималној 149 m, а минималној 113 m).

## Демографија
| 1962. | 1968. | 1975. | 1982. | 1990. | 1999. | 2011. |
| ----- | ----- | ----- | ----- | ----- | ----- | ----- |
| 451   | 454   | 464   | 609   | 743   | 832   | 801   |

График промене броја становника у току последњих година